# Swiss Ländler Gamblers
Die Swiss Ländler Gamblers sind eine 1998 in den Schweizer Kantonen Bern und Freiburg gegründete Musikgruppe. Zur Gruppe gehören Peter Grossen aus Frutigen, Bruno Raemy aus Schwarzsee, René Schmid aus Bern, Pius Baumgartner aus Meierskappel und André Schornoz aus Tentlingen. Ersatzmann ist ihr Gründungsmitglied Willi Bollier aus Thierachern. Ungefähr die Hälfte ihres Repertoires besteht aus Schweizer Folklore. Zum rund hälftigen traditionellen Repertoire gesellen sich viele Dixie-/Jazz-Melodien sowie Unterhaltungsmusik aus aller Welt hinzu. Die Musikanten setzen bei ihren Auftritten jeweils über 20 verschiedene Instrumente ein (Saxophon, Klarinette, Piano, Akkordeon, Gitarre, Ukulele, Percussion, Schwyzerörgeli, Kontra- und E-Bass etc.). Im Jahre 2002 wurden die Swiss Ländler Gamblers von der Schallplattenfirma Grüezi für den «meistverkauften (volkstümlichen) Tonträger» in der Schweiz ausgezeichnet.
Peter Grossen, Bruno Raemy und René Schmid hatten sich vor der Gründung der Swiss Ländler Gamblers in eigenen Formationen zu Ländlermusikanten entwickelt: Peter Grossen bei den Ländlerbuebe Biel (die während ihrer Aktivzeit mit 5 × Platin sowie 2 × Gold ausgezeichnet wurden), Bruno Raemy beim Ländlerquintett Schwarzsee und René Schmid bei der Familienkapelle Schmid, Bern. Auch der später zu den Gamblers gestossene Pius Baumgartner war bereits vorher ein bekannter Ländler- und Jazzmusiker. Das Gambler-Repertoire wird mit zahlreichen Kompositionen aus den eigenen Reihen vielseitig ergänzt.
Die fünf bzw. oftmals auch sechs Musikanten haben bisher elf Tonträger sowie mehrere Sampler veröffentlicht. Für ihre CD-Titel verwendeten sie zu Beginn ihrer Karriere Wortspiele wie 1-zig-artig, 2-deutig, 3-st (dreist) etc. Nach der CD unterwägs im Jahre 2005, die im Zusammenhang mit ihrer Schweizer Tournee produziert wurde, sowie Saxi-Gambling – einer CD ausschliesslich mit Saxophon-Melodien – folgte im Jahr 2006 eine «traditionelle Scheibe» mit dem Namen Nature. Zum 10-jährigen Jubiläum im 2008 erschien die CD „10 Jahre Swiss Ländler Gamblers“, die sie auf einer Schweizer Tournee sowie anlässlich von Konzerten in Los Angeles, Kalifornien einer breiten Öffentlichkeit vorstellten. Es folgten im 2013 die CD „be-swingt“, auf ihr 15-jähriges Bestehen im 2014 die Produktion „Ob-la-di, Ob-la-da“ sowie zum 20-jährigen Bestehen im 2018 die CD "Gratuliere".
Die Swiss Ländler Gamblers bestreiten jährlich etwa 50 Konzerte – vorwiegend in der Schweiz und vereinzelt auch in Uebersee (Kalifornien)- und sind regelmässig im Fernsehen und Radio zu sehen/hören. Jedes Jahr veranstalten sie für ihre Fans entweder eine Fan-Reise oder Flusskreuzfahrt. Der Titel Ländlerstar 2007 gehört zu ihren bisher grössten Erfolgen. Am Eidg. Ländlermusikfest vom 8. September 2007 in Stans stimmten 68 Prozent der Fernseh-Zuschauenden für ihre Interpretation. Ihre Tournee zur 15-jährigen Erfolgsgeschichte begannen sie im September 2014 im vollbesetzten KKL Luzern und schlossen diese mit drei Konzerten in Kalifornien (USA) erfolgreich ab. Ebenfalls die Tournee "20 Jahre Swiss Ländler Gamblers" wurde mit einer Tournee gefeiert: Begonnen hat diese in der SRF-Sendung "Viva Volksmusik" und abgeschlossen wurde sie mit einer Flusskreuzfahrt auf der Rhône.

## Diskografie
- Gratuliere
- Ob-la-di, Ob-la-da
- be-swingt
- 10 Jahre Swiss Ländler Gamblers
- Öppis vom Beschte (Sampler)
- Nature
- unterwägs
- Saxi-Gambling (Saxophon-Träumereien)
- Herzlichst
- 3-st dreist
- 2-deutig
- 1-zigartig
- Live-CD 1999